# Вірус кільцевої плямистості африканської олійної пальми
Вірус кільцевої плямистості африканської олійної пальми (англ. African oil palm ringspot virus)  — вид вірусів роду Robigovirus.

## Хвороба «кільцевої плямистості» африканської олійної пальми
Хвороба «кільцевої плямистості» африканської олійної пальми (Elaeis guineensis Jacq.) вперше спостерігалася у 1969 році в Сан-Мартін, Перу. Хвороба вражала 1-3 річні пальми, викликаючи системний хлороз, який спочатку спостерігається на молодших листках. Кільцева плямистість та видовжені кільця спостерігалися на листочках (англ. leaflets), рахісу (англ. rachis) верхівкового пагона (англ. apex shoot) або списа (англ. spear) та молодих листках. Згодом листяні плями жовкли. Водночас, у третинного та четвертинного коріння виявлявся некроз, який згодом прогресував у центральну частину первинного та вторинного коренів. Пожовтіння врешті-решт доходило до нижнього листя, а в списовому листі розвивався системний некроз, який вражува меристему. Нижнє листя з часом ставало коричневим і відмирало протягом 3 місяців після первинного виникнення симптомів. Плодові грона також ставали некротичними. Поперечний переріз стебла олійних пальм, уражених «кільцевою плямистістю», близько до коріння, показав характерне фіолетове забарвлення в судинній кореневій системі. Далі на стеблі також спостерігався багрянистий кільцеподібний некроз. Рослини зазвичай гинуть протягом 3–4 місяців від початкової появи симптомів. П’ятирічні та старші олійні пальми не уражуюються .
Летальна хвороба «кільцевої плямистості» з’явилася близько 1974 року в північно-західному Еквадорі, де її назвали «летальним пожовтінням» (англ. lethal yellowing) та «крапчастістю бруньок» (англ. bud mottle). Частота захворювань коливалася між 3 і 40%, але іноді траплялися втрати до 95% пальм віком 18–24 місяців. У 1985 році подібна летальна хвороба охопила регіон Тумако в південно-західній Колумбії. У цьому регіоні, проте, характерні симптоми полягають у подовжених жовтих плямах, які з часом проявляються як смужки на базальних листочках та рахісі уражених листків олійних пальм. Вираженість симптомів, змінюється залежно від географічного положення або залежно від широти та умов навколишнього середовища. До 1988 року хвороба вражала молоді насадження до двох з половиною років площею близько 4500 га. Частота захворювань коливалася в межах від 2–45%, а уражені пальми знаходилися в осередках епіфітотії.
Симптоми даної хвороби також спостерігалися у Західній Африці, звідки походить E. guineensi.
Дослідження групи колумбійських дослідників із Міжнародного центру тропічного сільського господарства (англ. International Center for Tropical Agriculture, CIAT), яке тривало протягом 1998-2002 років показало, що кільцева плямистість африканської олійної пальми є вірусним захворюванням, яке індукується вірусом кільцевої плямистості африканської олійної пальми (англ. African oil palm ringspot virus) .